# Retsgrundsætning
En retsgrundsætning (også blot kaldet grundsætning) er en retslig regel; eller et retsligt princip. Dette princip er kun sjældent formuleret i en lov, men som er udviklet gennem retspraksis. Dermed hører retsgrundsætninger til de uskrevne retskilder. På trods af, at en retsgrundsætning typisk er uskreven og ikke er nævnt i en lov, så gælder en retsgrundsætning som en retskilde. Der findes ingen samlet liste over retsgrundsætninger.
Retsgrundsætninger udgør retskilder, som især anvendes i forvaltningsret, obligationsret og medieret.
I både formueret og forvaltningsret (især for offentlig myndighedsudøvelse) forekommer mange retsregler som retsgrundsætninger. En forvaltningsretlig retsgrundsætning gælder "på lovs niveau i den retlige trinfølge", så kun en lov tilsidesætte en forvaltningsretlig retsgrundsætning.
Der findes en retsgrundsætning, legalitetsprincippet, der gælder på grundlovsniveau; mens de fleste retsgrundsætninger gælder på lovs niveau i den retlige trinfølge.

## Retsgrundsætninger ifølgeJuridisk Ordbog
Juridisk Ordbog definerer retssædvane sådan:
"almindelige retsgrundsætninger (eller retsprincipper): betegnelse for retsregler eller retlige principper, der med eller uden støtte i lovgivningen efterhånden udvikles i retspraksis, og fastsætter nogle grundlæggende principper på det givne område, som f.eks. anerkendelseslæren, culpareglen, forhandlergrundsætningen, berigelsesgrundsætningen, lighedsgrundsætningen og principperne om proportionalitet. Er de almindelige retsgrundsætninger udviklet gennem retspraksis, bliver de undertiden kodificeret ved lovgivning, men den detaljerede udformning af principperne vil også da fortsat være overladt til retspraksis." Med retspraksis forstås domstoles domsafsigelse eller retsafgørelser.

## Blandt de hyppigst anvendte retsgrundsætninger er
- Culpareglen[17] betegner det at agere ansvarspådragende i erstatningsretlig forstand. Erstatningsansvar er bl.a. nævnt i FOB nr 01.630.[18]
- Ingen er forpligtet til det umulige;[19] latin:[20] impossibilium nulla est obligatio[21] kan ikke være hjemmel for at smide en elev ud af en skole, jf. FOB 2012-9.[22]
- Krav om saglig forvaltning (også kaldet forbud mod magtfordrejning)[23] formulerer, at den offentlige forvaltning kun må lægge vægt på de hensyn, der er relevante for sagens afgørelse.[24] Retsgrundsætningen om saglig forvaltning er bl.a. nævnt i FOB nr. 08.479.[24]
- Legalitetsprincippet[25] stiller krav om, at en myndigheds indgreb i fx personlig frihed skal have hjemmel i lov.[26] Legalitetsprincippet er bl.a. nævnt i FOB nr 97.74.[26]
- Lighedsgrundsætningen[27] fastslår, at lige forhold bør bedømmes ens.[28] Lighedsgrundsætningen stiller (...) visse krav om konsekvens ved den skønsmæssige afvejning,[29] som myndigheden foretager som en del af sagsbehandlingen. Lighedsgrundsætningen er bl.a. nævnt i FOB nr 00.439.[28]
- Pligtmæssigt skøn[28] (forbud mod skøn under regel[30]) er en retsgrundsætning. I sagen U.1999.172 V anvendte domstolen retsgrundsætningen om forbud mod skøn under regel til at nå frem til domstolsafgørelse.[31] Desuden er skøn under regel bl.a. nævnt i FOB nr 00.439.[28]
- Proportionalitetsprincippet,[32] der anvendes både i forvaltningsret og EU-ret, indeholder krav om, at et middel skal være egnet og nødvendigt og må ikke gå længere end nødvendigt for at opnå det tilstræbte formål.[33] Proportionalitetsprincippet er bl.a. nævnt i FOB nr 99.161.[34]
- Undersøgelsesprincippet (også kaldet officialprincippet eller officialmaksimen)[35] stiller det krav til en offentlig myndighed, at myndigheden skal sikre, at en sag er tilstrækkeligt oplyst,[24] før myndigheden kan træffe afgørelse i sagen.[35] Undersøgelsesprincippet er nævnt i retssikkerhedsloven § 10.[36] Officialprincippet er en retsgrundsætning (Revsbech m.fl. 2019:144), som udgør en garantiforskrift (Revsbech m.fl. 2019:369). Officialprincippet er bl.a. nævnt i FOB nr. 08.479.[24]
- En nødretsgrundsætning[37] giver undtagelsesvist myndigheder mulighed for at tilsidesætte love og andre regler. En forudsætning for at erklære nødret er, at foreligger en konkret fare, som eksempelvis krig eller oprør.[38] Nødret kan begrunde afvigelser fra grundlovssikrede rettigheder[39] og anvendelse af magtmidler.[40]
- En myndighed kan i visse situationer tilbagekalde en forvaltningsafgørelse som følge af enten urigtige eller bristende forudsætninger.[41][42]
- En forvaltningsretlig retsgrundsætning[43] giver rekursmyndigheden[44] mulighed for fuldstændig prøvelse af den afgørelse, som første instans har truffet.[45]
- Krav om god forvaltningsskik[46] kan opfattes som en retsgrundsætning; god forvaltningsskik er bl.a. nævnt i FOB 04.517.[47]

- Ifølge en forvaltningsretlig grundsætning er den borger, som er part i en sag "den nærmeste til at vurdere, hvad der er bedst" for parten; se FOB 2007.485.[48][49]

- Endelig kan habilitetsregler og en parts ret til at blive hørt i en sag forstås som retsgrundsætninger, der dog er lovfæstet i forvaltningsloven.[50] Ifølge Ombudsmandens udtalelse FOU nr 2015.6 gælder en retsgrundsætning om myndighedsinhabilitet,[51] jf. FOB nr 96.160.[52] Retsgrundsætningen om inhabilitet supplerer forvaltningsloven og gælder uden for forvaltningslovens anvendelsesområde.[53]

- Ifølge KL kan kommunalfuldmagten opfattes som en retsgrundsætning.[54]
- En part i en sag har ret få afgørelsen meddelt (kaldet meddelelseskrav.[55]).[56] Meddelseskravet følger af en retsgrundsætning,[57] jf. FOB 2011 18-1.[58]

### Almindelige retsgrundsætninger om tilbagekaldelse af en forvaltningsafgørelse
- Der gælder en forvaltningsretlig grundsætning om beskyttelse af adressatens berettigede forventninger,[59] eller blot beskytte[60] berettigede forventninger.[61]
- Tilbagekaldelse skal ske af grunde med en vis vægt.[62]
- Tilbagekaldelse udgør et indgreb, hvis intensitet skal vurderes.[63]
- Nye faktiske oplysninger eller nye retlige forhold kan begrunde en omgørelse af en afgørelse.[64]
- Myndigheden kunne have taget tilbagekaldelsesårsagen i betragtning allerede inden tilladelsen blev udstedt.[65]
- Tilbagekaldelsen kan være forudsigelig, hvis den fremgår af de vilkår, som er nævnt i tilladelsen.[66]
- Kun den afgørelse, der beror på forvaltningens skøn kan tilbagekaldes. Derimod kan en lovbunden afgørelse ikke tilbagekaldes, men kun omgøres.[67]

### Øvrige retsgrundsætninger
- Det følger af "almindelige retsgrundsætninger, at der består en adgang for arbejdsgiveren til mod erstatning at søge et arbejdsforhold til ophør".[68]

- Ifølge en almindelig erstatningsretlig retsgrundsætning kan erstatning nedsættelse eller bortfalde, hvis skadeslidte har medvirket til skaden.[69]
- Skadelidte har pligt til at begrænse sit tab, kaldet tabsbegrænsningspligten.[70]
- Forhandlergrundsætningen[70]
- Berigelsesgrundsætningen[70]
- Fagministeriets departement har pligt til at føre sektortilsyn med det ressort, som hører til fagministeriets område.[71]

### Hurtighedsprincippet
Hurtighedsprincippet er muligvis en forvaltningsretlig retsgrundsætning. Hurtighedsprincippet er nævnt i retssikkerhedslovens § 3. Hurtighedsprincippet synes at følge at kravet om god forvaltningsskik; en uforholdsmæssigt lang sagsbehandlingstid kan sidestilles med et afslag. Hurtighedsprincippet forpligter myndigheden til at offentliggøre sagsbehandlingstider, typisk på sin hjemmeside. Hurtighedsprincippet stiller det krav til en forvaltningsmyndighed, at myndigheden træffer afgørelse i en sag hurtigst muligt.

### Folketingets Ombudsmand
Folketingets Ombudsmand udtaler sig jævnligt angående klager og sager om bl.a. manglende overholdelse af retsgrundsætninger fra en offentlig myndigheds side; en sådan udtalelse betegnes Folketingets Ombudsmands Beretning (FOB). En skriftlig udtalelse i FOB er ikke bindende for en offentlig myndighed, men har ofte betydning for en borgers restsikkerhed, for det sker kun sjældent, at domstole er uenige med FOB.